# Vladimir Rolović
Vladimir Rolović, född 21 maj 1916 i Brčeli i Kungariket Montenegro, död 15 april 1971 i Stockholm, var en jugoslavisk politiker och diplomat. Han var chef för Jugoslaviens säkerhetspolis UDBA. 
Rolović sårades i samband med beskjutningen av Jugoslaviens ambassad den 7 april 1971 och avled en dryg vecka senare. Rolović tilldelades Nationalhjälteorden.